# Lunga Marcia 4A
Il Lunga Marcia 4A (in cinese: 长征四号甲S, Chángzhēng sìhào jiǎP) era un lanciatore spaziale cinese a tre stadi che fu usato per soli due lanci, prima di venire rimpiazzato dal più potente Lunga Marcia 4B.

## Lanci
È stato usato per lanciare due satelliti meteorologici, entrambi dal centro spaziale di Taiyuan.
| № | Data             | Carico     | Orbita | Esito    |
| - | ---------------- | ---------- | ------ | -------- |
| 1 | 6 settembre 1988 | Fengyun 1A | SSO    | Successo |
| 2 | 3 settembre 1990 | Fengyun 1B | SSO    | Successo |